# Šárka Sokolová
Šárka Sokolová (* 1989, Praha) je česká modelka

## Osobní život
Šárka Sokolová pochází z Prahy. Od roku 2009 studuje na Fakultě bezpečnostního managementu na Policejní akademii České republiky v Praze obor Bezpečnostní management ve veřejné správě Hovoří anglicky a německy. Od roku 2020 působí na pozici Marketing & PR Manager společnosti Radovana Vítka, CPI Property Group, a.s. 
Věnovala se paraglidingu a kitesurfingu, nyní[kdy?] se zaměřuje na vytrvalostní běh. Zpívala ve Smíšeném pěveckém sboru Gymnázia Jana Nerudy, umí hrát na klavír, je absolventkou obou cyklů Základní umělecké školy, obor Hra na klavír a na tento nástroj učila hrát i děti. Zajímavostí je, že dějiny hudby spolu s hrou na klavír byly i součástí její maturitní zkoušky.[zdroj?]

## Soutěže Miss
Šárka Sokolová je vítězkou soutěže Miss Jihlava Open 2011 a Miss Jihlava Sympatie 2011 open. Stala se Vítězkou o nejzajímavější tvář modelingu roku 2011 Look Bella. Kromě toho se účastnila několika soutěží krásy. Na většině z nich se umístila na předních pozicích, například na:
- Miss Praha Open 2009 – finalistka[2]
- Miss Party 2010 – vítězka
- Miss Golf 2010 – I. vicemiss[3]
- Look Bella 2011 – vítězka[4]
- Miss Academia 2011 – finalistka[1]
- Miss Face 2011 – finalistka
- Česká Miss 2012 – semifinalistka (krajské finále - Liberecký kraj)[5]
- Supermiss 2012 – II. Supermiss[6][7]